# Konstal 116N
Konstal 116N і 116Na — тип трамвайних вагонів, виготовлений в 1998 році заводом Konstal у Хожуві. В 1998–2000 рр також була створена серія 116Na/1.

## Конструкція
116N — зчленований тривізковий трисекційний трамвай з 61% низькою підлогою, похідним від типу 112N . Вагон обладнано чотирма дверцятами, а низька підлога розміщена посередині вагона. 
Була використана імпульсна система пуску зі статичним перетворювачем і чотирма двигунами постійного струму виробництва Dolmel у Вроцлаві .
В 2005 році під сидіннями трамваю 116N була встановлена додаткова батарея акумулятора, яка дозволила йому рухатися без доступу до повітряної лінії живлення. 
Цей трамвай успішно пройшов випробування і здатний проїхати близько 6 км без доступу до мережі - при розряді акумулятора не більше 40%.

### Версії
Прототип з маркуванням 116N був виготовлений в єдиному екземплярі. 
В 2005–2008 роках він був обладнаний (як єдиний у Польщі) акумуляторним накопичувачем енергії, завдяки якому він міг їздити без доступу до контактної мережі. 
В 2011 році він був оснащений накопичувачем енергії у вигляді 2 батарей суперконденсаторів, що збирають енергію, що відновлюється під час гальмування, завдяки чому вагон може проїхати відстань близько 300 м без живлення від повітряної лінії.
У 1998 році також було виготовлено два вагони 116Na , які відрізнялися від прототипу використанням двигунів змінного струму з інверторами.
Серія 116Na/1 була створена в 1998–2000 роках. 26 вагонів відрізняються від своїх попередників передньою стінкою, а 11 вагонів 1999–2000 рр. також мають нове електрообладнання (ці машини також позначені як 116Na/2 ).

## Використання
| Держава             | Місто               | Тип                 | Роки поставок       | Кількість | Номери рухомого складу |       |
| ------------------- | ------------------- | ------------------- | ------------------- | --------- | ---------------------- | ----- |
| Польща              | Варшава             | 116N                | 1998                | 1         | 3002                   | [ 1 ] |
| Польща              | Варшава             | 116Na               | 1998                | 2         | 3003–3004              | [ 2 ] |
| Польща              | Варшава             | 116Na/1             | 1999–2000           | 26        | 3005–3030              | [ 2 ] |
| Загальна кількість: | Загальна кількість: | Загальна кількість: | Загальна кількість: | 29        |                        |       |

## Експлуатація
Трамваї серії 116N/116Na експлуатуються виключно у Варшаві і до початку масових поставок нових трамваїв Pesa Swing, були найбільшою групою низькопідлогових трамваїв у Варшаві. 
Ці трамваї знаходяться в депо Р-2 Прага (№ 3002-3030).